# Mohamed Nassoh
Mohamed Nassoh (* 26. Januar 2003 in Eindhoven) ist ein niederländischer Fußballspieler. Er spielt bei der Sparta Rotterdam und absolvierte mehrere Länderspiele für die niederländische U19-Nationalmannschaft und die marokkanische U23-Auswahl.

## Karriere

### Im Verein
Mohamed Nassoh kam im Jahr 2010 in die Fußballschule der PSV Eindhoven. Am 19. April 2021 gab er bei der 0:2-Niederlage im Heimspiel gegen BV De Graafschap sein erstes Spiel für die zweite Mannschaft in der Eerste Divisie (zweithöchste Spielklasse). Nassoh kam bis Saisonende auf drei weitere Einsätze für die zweite Mannschaft im Ligabetrieb, in der folgenden Spielzeit kam er – oftmals als Mittelfeldspieler – regelmäßig zum Einsatz, war allerdings nicht selten Einwechselspieler.
Im Sommer 2024 wechselte Nassoh zu Sparta Rotterdam.

### Laufbahn in der Nationalmannschaft
Mohamed Nassoh lief am 1. Juni 2022 in Almere in der Eliterunde der Qualifikation zur U19-Europameisterschaft 2022 in der Slowakei gegen Serbien erstmals für die U19 der Niederlande auf.
Im November 2023 entschied sich Nassoh, künftig für die marokkanischen Auswahlmannschaften anzutreten und wurde in die dortige U23-Auswahl berufen.